# Navigation inertielle
Pour les articles homonymes, voir INS.

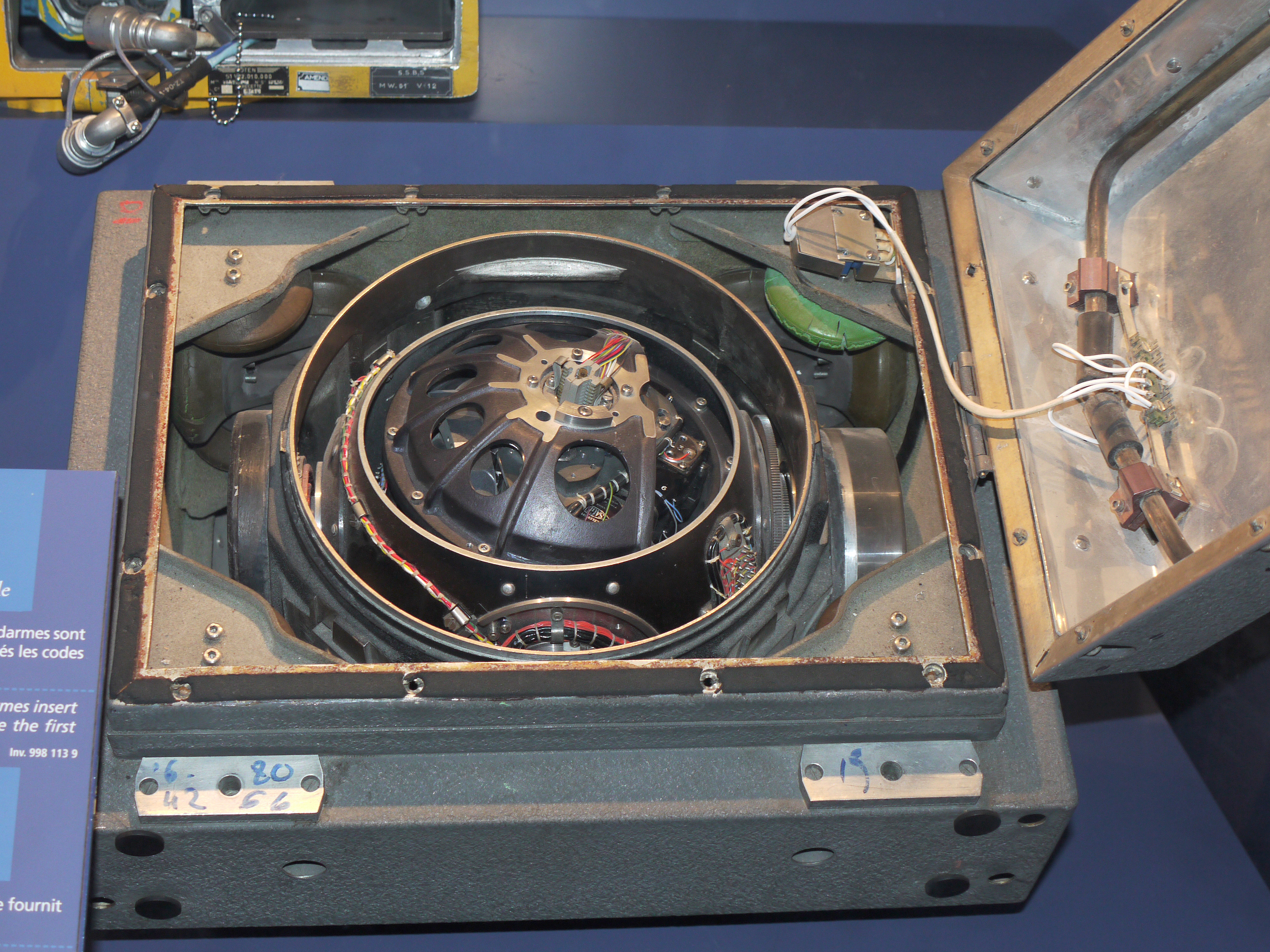
Centrale à inertie du missile S3, Musée de l'Air et de l'Espace, Paris Le Bourget (France)

La navigation inertielle (en anglais, inertial navigation system ou INS) est une technique utilisant des capteurs d’accélération et de rotation afin de déterminer le mouvement absolu d’un véhicule (avion, missile, sous-marin…). Elle a l’avantage d’être totalement autonome. 

## Historique
L'emploi systématique des gyrocompas pour la navigation remonte aux servomécanismes d'Hermann Anschütz-Kaempfe (1907), dont les brevets ont été copiés aux Etats-Unis par Elmer A. Sperry, (1910). Un long procès a opposé les deux hommes, de 1914 à 1922. Après diverses tentatives d'améliorer l'utilisation des boussoles magnétiques, le Russe Alexeï Krylov s'est à son tour intéressé à cette technique à partir des années 1920. La navigation inertielle a été utilisée sur les V1 et V2 allemands. En reconnaissance de l'application de cette technique aux missions Apollo, la Fondation scientifique américaine a qualifié Charles Stark Draper de « père de la navigation inertielle ».

## Généralités
Dans le cas aéronautique, les asservissements de trajectoire comportent plusieurs fonctions :
- le guidage consiste à maîtriser l’évolution de la trajectoire de l’engin. Il vise à suivre une trajectoire de référence définie par les contraintes géométriques et cinématiques du problème et fournit à cet effet des consignes d’accélération et d’angle d’attitude (exemple : Guidage de missile) ;
- le pilotage consiste à réaliser les consignes exprimées par le guidage, et à stabiliser l’engin. Le pilotage se fait principalement par actionnement des gouvernes ;
- la navigation assure le bouclage de l’asservissement en fournissant une estimation de la position, vitesse et attitude de l’engin tout au long du vol.

Parmi les autres systèmes de navigation, il y a le positionnement par satellites, la navigation astronomique…
La navigation inertielle permet une navigation à l’estime, c’est-à-dire en connaissant le point de départ et le parcours entre celui-ci et le point courant, on retrouve les coordonnées à tout instant.

## Mesure du mouvement
Une centrale inertielle est un ensemble de capteurs permettant de mesurer le mouvement d'un point d’intérêt dans ses 6 degrés de liberté, à savoir 3 en translation modélisés par le vecteur vitesse linéaire du point, et 3 en rotation modélisés par le vecteur rotation instantanée du repère. Une centrale inertielle possède donc 6 capteurs soit : 3 accéléromètres et 3 gyromètres.
On notera le point important que la vitesse linéaire n'est pas mesurée, on doit intégrer numériquement les accéléromètres pour obtenir une estimation plus ou moins bonne du vecteur vitesse, et c'est là un des gros problèmes. Pour obtenir la position estimée du point d’intérêt, on doit encore une fois intégrer numériquement l'estimation de vitesse, amplifiant les erreurs basses fréquences contenues dans l'estimation de vitesse.
Un autre gros problème est que l'on ne mesure pas l'attitude de la centrale (les 3 angles par rapport aux étoiles), mais seulement une vitesse de rotation de ces 3 angles et que l'on doit la encore intégrer numériquement ces vitesses de rotation mesurées pour obtenir une estimation des angles.
La situation est encore gravement compliquée sachant que les accéléromètres ne mesurent pas le vecteur gravité de la planète. En effet, on doit fournir une estimation du vecteur gravité qui règne au point d’intérêt (ce dernier point est indispensable pour le cas « SNLE »), que l'on ajoute aux mesures accélérométriques (d’où l'importance cruciale de la très bonne qualité des angles inertielles estimées par la centrale). Une erreur d'un dixième de degré sur un angle inertiel devient en quelques secondes intolérable, par exemple à cause de l'erreur de projection faite.
Ces gros problèmes font qu'en pratique, une centrale inertielle de qualité (centrale laser de plusieurs millions d'euros), ne peut reconstruire une trajectoire correcte que durant quelques minutes. Les performances dépendent énormément du contexte : très manœuvrant ou non, présence de chocs sur la centrale et bien sûr durée de l'estimation sans recalage extérieur). En pratique, il est indispensable d'utiliser d'autres capteurs extérieurs (GPS, Doppler, flux optique, magnétomètres, pressomètres, etc.) pour augmenter la qualité de reconstruction de la trajectoire du point d’intérêt ainsi que sa « durée de vie ».
L’accélération du mobile par rapport à un référentiel galiléen est mesurable grâce à des accéléromètres ; il en faut trois, un pour chaque axe de l’espace. Dans une centrale « à plate forme stabilisée », les accéléromètres sont stabilisés par des gyroscopes, ce qui permet de maintenir les capteurs alignés avec les axes nord-sud, ouest-est et la verticale. Dans une centrale « strap-down », les accéléromètres sont fixes par rapport au véhicule, mais la vitesse de rotation est mesurée par trois gyromètres, le traitement de signal permet ensuite de faire les changements de repères.
Ces mesures ont l’avantage de ne pas dépendre de sources extérieures ; elles ont de plus un rafraîchissement de plusieurs centaines de hertz, nécessaire à la fonction de pilotage. Toutefois, à cause des problèmes de dérive (dégradation de la précision au fil du temps), les données peuvent être corrigées par un recalage avec une source complémentaire, par exemple un système de positionnement par satellites.
L'aspect militaire est prépondérant et très secret : missiles (quelle est ma vitesse ?, où est la cible ?), sous marins lanceurs d'engins (où suis je sous l'eau ? , quel cap ? dois je faire surface pour recaler ma position et risquer d’être découvert ?), avions de combat en mode furtif…

## Traitement du signal
Grâce à des calculs tenant compte des effets de pesanteur et des accélérations d’entrainement et de Coriolis (liées à la rotation de la Terre) et utilisant des changements de repères, les données de la centrale inertielle permettent de fournir l’attitude de l’engin (lacet, tangage et roulis) et ses coordonnées dans le repère terrestre (latitude, longitude, altitude).

## Applications
Ce type de guidage est principalement utilisé avec les missiles à longue portée (missiles balistiques et missiles de croisière), lancés de silos ou de navires de guerre, puisque leurs cibles (immeubles, bunkers, etc.) sont fixes.
L'ensemble des avions de ligne modernes sont dotés d'un guidage inertiel sous la forme d'une IRS (Inertial Reference System), permettant de connaître la position et toutes les données liées, couplé à un système de navigation pour le guidage de type FMC « Boeing » (Flight Management Computer) / FMGS « Airbus » (Flight Management and Guidance System). Les systèmes de positionnement par satellites, ainsi que les systèmes de radionavigation au sol ne sont utilisés que dans un but de recaler sa position du fait de la dérive inertielle du système.
Les avions plus anciens (autour des années 1970) étaient dotés d'une INS (Inertial Navigation System) qui assurait à la fois la détermination de la position et la navigation d'un point à un autre. Cependant le système était beaucoup plus limité.
Il est également employé avec certaines armes à longue portée comme les missiles anti-navires ou air-air, de manière à leur permettre de se rendre sur la localisation générale d'une cible sans être détectés, le système de guidage actif étant activé en fin de course. Les sous-marins ne pouvant capter les ondes des systèmes de positionnement par satellites sous l'eau, disposent également de guidage inertiel.
Les torpilles sont également concernées (ce sont en fait des missiles sous-marins).
Le guidage des sous-marins lanceurs d'engins : ce cas est certainement un des plus critiques pour le militaire. Il nécessite les meilleures centrales inertielles possibles qui sont même redondées puisque l'on en dénombre 3 par SNLE. Certains[Qui ?] disent que 3 n'est pas encore assez mais une chose est sûre, le coût du système de navigation inertielle pour un SNLE dépasse de beaucoup la centaine de millions d'euros. Il est nécessaire tout de même de s'assurer de sa position et attitude juste avant un tir, le SNLE est très vulnérable durant cette phase.
Avec l’électronique moderne et le développement du « low cost », le fantassin possède un équipement léger et peu encombrant à base de centrale inertielle permettant de transmettre sa position à un poste de commandement distant dans le cas militairement important du GPS non disponible (fantassin en « indoor »), dans un but de suivi de la progression, de transmission de consignes, pour aller chercher un fantassin à terre… On utilise des capteurs autres comme des magnétomètres. Le cas dimensionnant est ici les gradients de champ magnétique trop faibles.
Un cas un peu à part est la correction de trajectoire de satellites : les accéléromètres sont peu utiles ici (on le répète, pas de mesure de gravité et c'est pratiquement la seule accélération présente), les perturbations sont ici les couples gravitationnels et la pression de vent solaire, on utilise les gyromètres pour orienter correctement le satellite avec l'aide, bien entendu, de capteurs extérieurs : senseurs polaires, solaires, lunaires… On en déduit les cas dimensionnants : éclipse de soleil (senseur solaire inopérant), étoile polaire masquée ou trop proche du soleil (senseur polaire inopérant), Lune masquée par la Terre ou trop proche du Soleil (senseur lunaire inopérant) et qui permettent de dimensionner la qualité des gyromètres embarqués dans le satellite.
On note aussi l'utilisation d'une centrale inertielle laser SAGEM sigma 30 pour le positionnement et l'attitude du tube du 155 mm CAESAr, le GPS (s'il est disponible) est couplé avec la centrale. Le cas dimensionnant est trop peu de temps d'alignement de la centrale pour avoir un angle de cap assez précis et bien sur le GPS non disponible, en particulier si la trajectoire du porteur a été très heurtée.